# خطل شمي
الخطل الشمي (من الكلمة اليونانية παρά pará "خطل" و ὀσμή osmḗ "رائحة") هو خلل وظيفي للشم يتميز بعدم قدرة الدماغ على التعرف الصحيح لرائحة ما أو روائح عدة. وبدلاً من ذلك، تتحول الرائحة الطبيعية إلى رائحة أخرى (عادة تكون كريهة)، وغالباً ما تكون رائحة "شيء محترق" أو "متعفن" أو "برازي" أو "كيميائي". يمكن أن تكون هناك أيضًا حالات نادرة لرائحة لطيفة تسمى euosmia . كانت الحالة نادرة ولم يتم البحث عنها إلا قليلاً حتى أصبحت أكثر انتشارًا نسبيًا منذ عام 2020 كأثر جانبي لمرض كورونا (كوفيد-19).

## الأسباب
1. التهابات الجهاز التنفسي العلوي: ومن أشهر الأمثلة هو ما حدث لبعض المصابين بعدوى كوفيد-19، حيث أصاب معظم المرضى حالة من فقدان الشم تلتها بعض الحالات من الخطل الشمي.[5] يعزى ذلك الى تلف الخلايا العصبية للمستقبلات الشمية (ORNs).[6] كانت أكثر المهيجات القهوة والشوكولاتة واللحوم والبصل ومعجون الأسنان.[7] كما تم ربط التعرض للمذيبات الضارة، وتحديداً تلك التي تؤدي إلى إتلاف الخلايا العصبية الشمية ORNs.[8] يمكن أن يؤدي تلف هذه الخلايا العصبية إلى جعلها غير قادرة على تشفير إشارة تمثل رائحة معينة بشكل صحيح، والتي من شأنها إرسال إشارة خاطئة إلى مركز معالجة الرائحة.
2. يمكن أن تؤدي الأنواع المختلفة من إصابات الرأس أيضًا إلى اختلالات وظيفية تتعلق بما تتحكم به منطقة الدماغ المصابة. في البشر، تقع البصلة الشمية في الجانب السفلي من مقدمة الدماغ. قد يؤدي إصابة هذه المنطقة إلى تغيير كيفية معالجة المنطقة للمعلومات بطرق متنوعة.
3. صرع الفص الصدغي وهذه حالات مشهورة في الطب، حدوث حالات الخطل الشمي، لكنها كانت مؤقتة فقط. كان ظهور الخطل الشمي عبارة عن نوبة واستمرت عادةً بعد أسبوع أو أسبوعين.[9] يرتبط الخطل الشمي أحيانًا بمرض باركنسون . على الرغم من أن المسار المحدد غير معلوم، إلا أن نقص الدوبامين أدى إلى حالات موثقة من الخلط الشمي والوهم.

## التشخيص
الخطوة الأولى في تشخيص أي حالة مرضية هي أخذ التاريخ المرضي للحالة، متى ظهرت، هل هناك حدث صحي سابق أصاب المريض مثل عدوى الجهاز التنفسي العلوي، التهاب الجيوب الأنفية او إصابة رضية للرأس خصوصاً مقدمة الرأس. كما يجب أخذ النظر في الأمراض المزمنة التي يعاني منها المريض مثل الصرع الصدغي او استخدام أدوية معينة تؤثر على الشم. يأتي بعده الفحص السريري العام للبحث عن علامات المسببات، مثل وجود آثار إصابة في الرأس أول علامات التهاب الجيوب الأنفية أو تغير في الحس الرؤية أو تغير في فحص قاع العين بسبب أورام الدماغ.
الفحص الخاص: يكون هدفه التحقق من شكوى المريض ودراسة درجة إصابته. إحدى أشهر الطرق المستخدمة لتشخيص الخطل الشمي هو اختبار تحديد الروائح بجامعة بنسلفانيا (UPSIT). "Sniffin 'Sticks" حيث يعرض على المصاب أربعين رائحة مغلفة بكبسولات مجهرية "ميكروكبسول" واحدة بعد الأخرى، ويجيب المريض بنوع الرائحة وقوتها.

## العلاج
الخطوة الأولى لعلاج حالة الخطل الشمي تبدأ بعلاج السبب أولاً، وهذا لا يعني ان تعود حالة الشم لطبيعتها بزوال السبب مباشرة.
تزول أو تقل أعراض الخطل الشمي عند معظم المرضى بمرور الوقت في حال زوال السبب مثل عدوى الجهاز التنفسي العلوي. على الرغم من أنها قد تستمر لسنوات عدة.
من المعروف الآن أن التدريب الشمي هو علاج آمن وفعال لفقدان حاسة الشم. تتضمن هذه الطريقة اختيار المريض لأربعة روائح معروفة واستنشاق هذه الروائح عمدا مرتين يوميا. أظهرت دراسة عشوائية مضبوطة تحسنا في وظيفة حاسة الشم بعد 18 أسبوعا، خاصة في المرضى الذين بدأوا التدريب خلال الأشهر ال 12 الأولى بعد بدء الخلل الوظيفي الشمي. قد يساعد التخلص من السموم (على سبيل المثال، دخان السجائر، الملوثات المحمولة جوا) في استعادة حاسة الشم.

## أنظر أيضا
- الشم الاستيهامي ، إدراك روائح غير موجودة بالواقع